# Ситник Віталій Юрійович
Ситник Віталій Юрійович — український лижник, біатлоніст. Кандидат у майстри спорту України.

## Біографія
Ситник Віталій Юрійович народився 3 лютого 1988 року у с. Миколаївка Васильківського р-ну Дніпропетровської області. Втратив праву руку в автомобільній катастрофі і отримав інвалідність (ураження опорно-рухового апарату).
2008 року закінчив Харківський обліково-економічний технікум і поступив до Харківської державної академії фізичної культури.

## Спортивна кар'єра
Віталій Ситник почав займатись спортом з 2005 року і зараз займається лижними гонками та біатлоном у Харківському обласному центрі «Інваспорт». Спортсмен брав участь у кубку світу 2009 року з лижних гонок та біатлону у м. Сьюсьоен (Норвегія), посівши 9-е місце у біатлоні. Також змагався на чемпіонаті світу 2009 року з лижних гонок та біатлону серед спортсменів-інвалідів з ураженнями опорно-рухового апарату у м. Вуокатті (Фінляндія), де отримав 11-е місце у біатлоні. Віталій має І розряд із біатлону і є кандидатом у майстри спорту України з лижних гонок.
Тренери — Сторожок В. П., Ворчак М. В.
З 2008 року Втіалій є членом національної паралімпійської збірної команди. Спортсмен брав участь у зимовій Паралімпіаді у Ванкувері (Канада) у складі Національної паралімпійської збірної України.
Він є призером Чемпіонату України серед спортсменів-паралімпійців, бронзовим призером етапу Кубку світу у естафеті 2012 року. У 2013 році на Чемпіонаті світу 2013 року МПК у м. Солефті (Швеція) зайняв 6 місце у біатлоні-спринті, а також взяв участь у фіналі Кубка світу у м. Сочі (Росія). На змаганнях у м. Оберстдорф (Німеччина) у січні 2014 року зайняв 8-е місце з лижних гонок на довгу (вільний стиль, 20км) та середню дистанції (класичний стиль, 10 км).